# ワズィール・アクバル・ハーン (カーブル)
ワズィール・アクバル・ハーン（ダリー語・パシュトー語: وزیر اکبر خان、英語: Wazir Akbar Khan）は、アフガニスタンのカーブル（カブール）北部にある地区で、第10区の一部を形成している。19世紀のアフガン首長ワズィール・アクバル・ハーンにちなんで名付けられた。カーブルで最も裕福な地域の一つである。2021年8月にターリバーン（タリバン）がカーブルを占領するまで、日本やアメリカ合衆国、カナダを含む数多くの外国の大使館が置かれていた。ワズィール・アクバル・ハーンの近くにはカーブル国際空港がある。
外国人労働者の居住地として広く知られている。通りは方格状（碁盤目状）になっており、1960年代から1970年代に建てられた西洋風の2階建て住宅が立ち並ぶ。カーブルの多くの地域と同様に、アフガン国家安全保障部隊（ANSF）がこの地域の安全を確保していた。
大統領官邸、確固たる支援任務（RSM）本部、ドイツ系のアマーニー高等学校を含む、アフガニスタンの国家行政機関の大半がこの地域に位置する。アメリカ合衆国大使館の向かいにマリオットホテルが建設されていた。

## 用語
この地区は、1840年代初頭にアフガニスタンで活躍した英雄ドースト・ムハンマド・バーラクザイ首長の息子であるワズィール・アクバル・ハーン首長にちなんで名付けられた。アクバルは「偉大な」を意味するアラビア語で、ハーンはパシュトー語で「首長」や「王」を意味する。

## 大衆文化での登場
カーレド・ホッセイニの小説『君のためなら千回でも』（カイト・ランナー）の序盤は、当地域の郊外が舞台となっている。